# 哈萨克鱼龙属
哈萨克鱼龙属（学名：Kazakhstanosaurus，意为“哈萨克斯坦的蜥蜴”）是温多雷鱼龙科鱼龙已灭绝的一个属，来自晚侏罗世的哈萨克斯坦及俄罗斯。已发现两个物种：模式种叶氏哈萨克鱼龙（K. efimovi）与休奇金哈萨克鱼龙（K. shchuchkinensis），两者皆于2021年命名和描述。

## 发现与命名
叶氏哈萨克鱼龙正模标本由弗拉基米尔·叶菲莫夫（Vladimir M. Efimov）在1973至1976年间发掘。2016年，奥莉加·苏博京娜（Olga Subbotina）带领一群学生发现了休奇金哈萨克鱼龙正模标本。两个物种的化石均由贾米利娅·亚库波娃（Dzhamilya B. Yakupova）进行清修，并最终于2021年在贾米利娅·亚库波娃与卡日穆拉特·艾哈迈杰诺夫（Kazhmurat M. Akhmedenov）所作的两篇论文中命名和描述，尽管其中命名哈萨克鱼龙属早在2019年就已发表。由于缺少模式种，此名当时仍为无效。正模标本后展示于哈萨克斯坦纳扎尔巴耶夫大学。

## 描述
从已知遗骸来看，叶氏哈萨克鱼龙体型稍大于休奇金哈萨克鱼龙。

## 分类
博拉托夫纳与马库斯托维奇（2021年）发现，哈萨克鱼龙是同时期温多雷鱼龙的姐妹群。其亦于2021年被归入温多雷鱼龙科，且很可能是温多雷鱼龙的祖先。